# Баланини
Балани́ни — село Іванівської селищної громади Березівського району Одеської області в Україні. Населення становить 219 осіб.

## Історія
Це село було засноване в 1935 році.
Село названо в честь пана Балана, він мав свій хутір який потім заселяли місцеві робітники після смерті пана хутір занепав, але робітники залишились тут проживати.
До 1940 року ця територія невважалася селом лише після приходу німецьких військ кількість населення зросла а село було прозвано в честь їхнього лейтенанта Отто Кнаута Оттодорф.
Після закінчення війни село перейменували в Баланини.

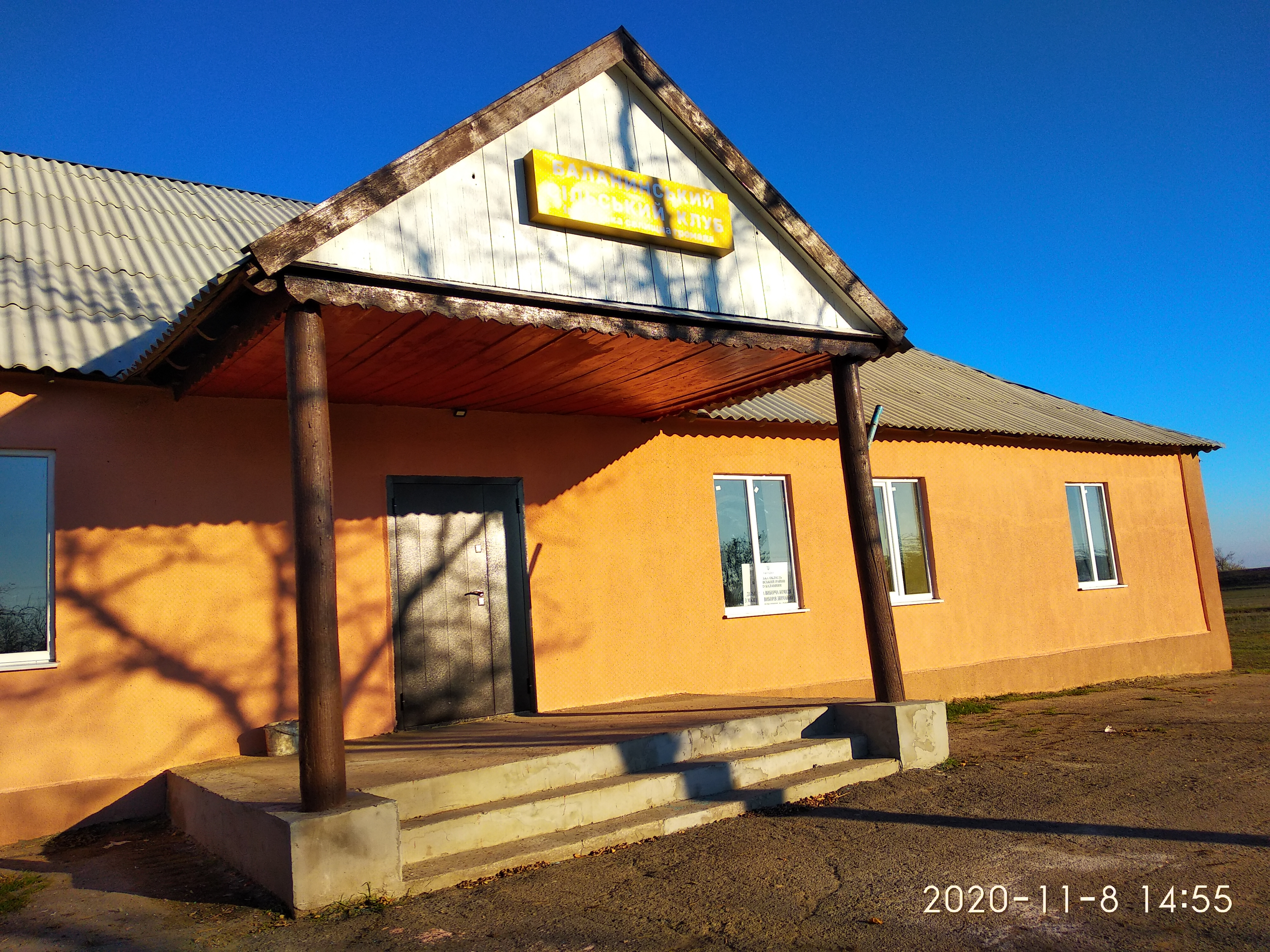
Місцевий сільський клуб

## Водойми

Великий ставок. Вид з греблі

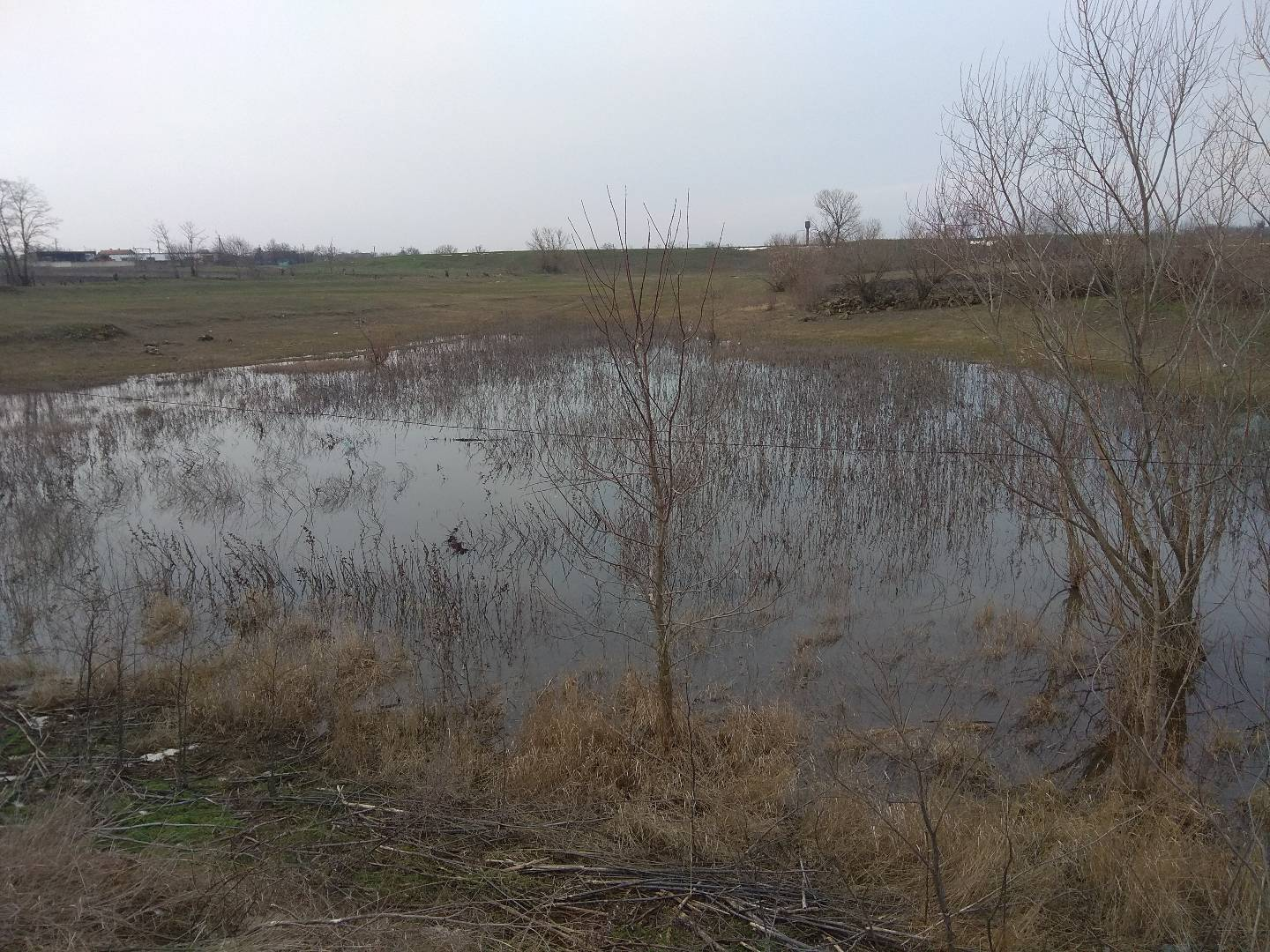
Малий ставок після танення снігу

## Населення
Згідно з переписом 1989 року населення села становило 182 особи, з яких 79 чоловіків та 103 жінки.
За переписом населення 2001 року в селі мешкало 219 осіб.

### Мова
Розподіл населення за рідною мовою за даними перепису 2001 року:
| Мова       | Відсоток |
| ---------- | -------- |
| українська | 91,78 %  |
| румунська  | 2,28 %   |
| російська  | 2,28 %   |
| гагаузька  | 1,83 %   |
| циганська  | 0,91 %   |
| болгарська | 0,46 %   |

## Фото

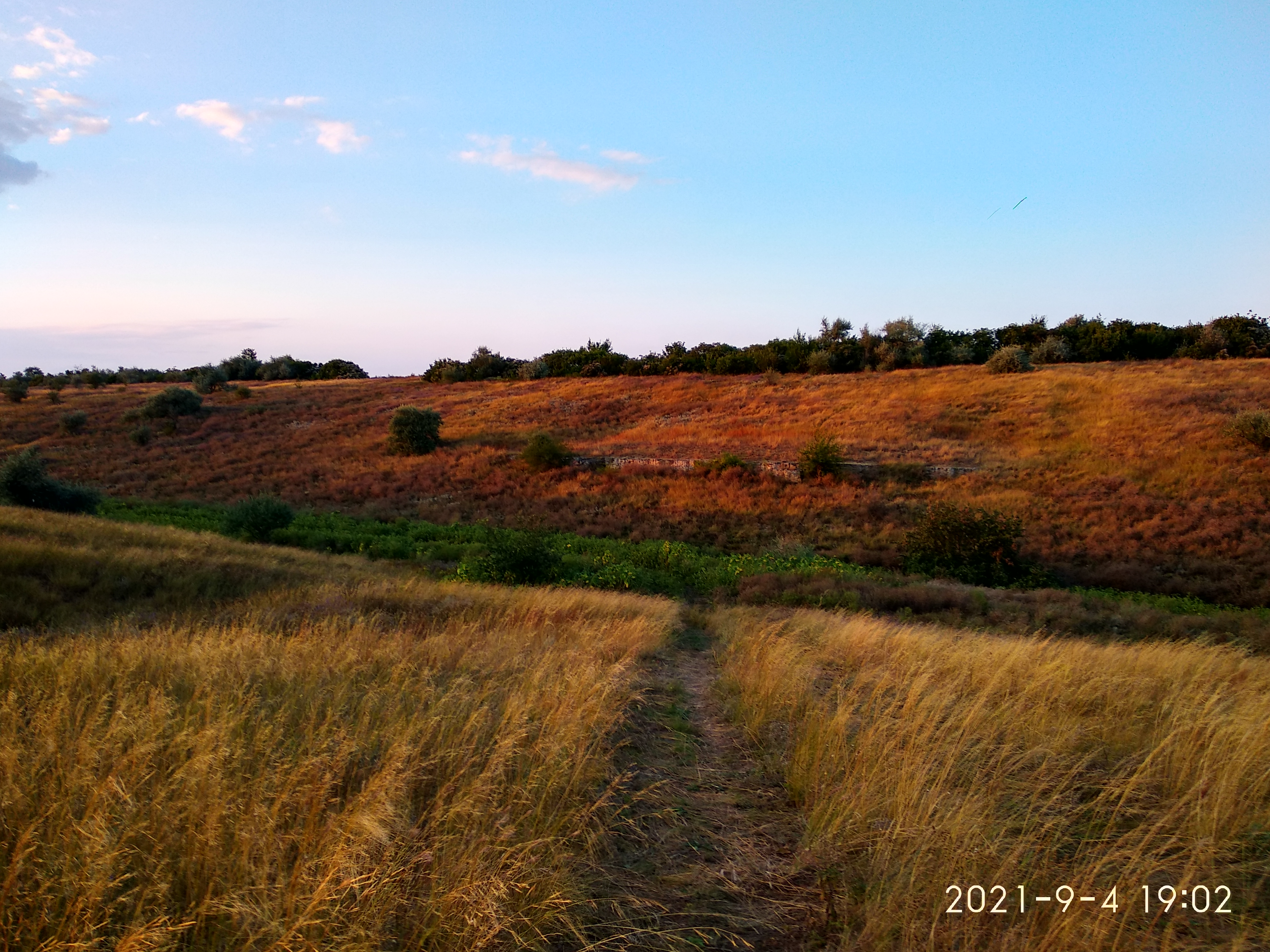
Степ біля села

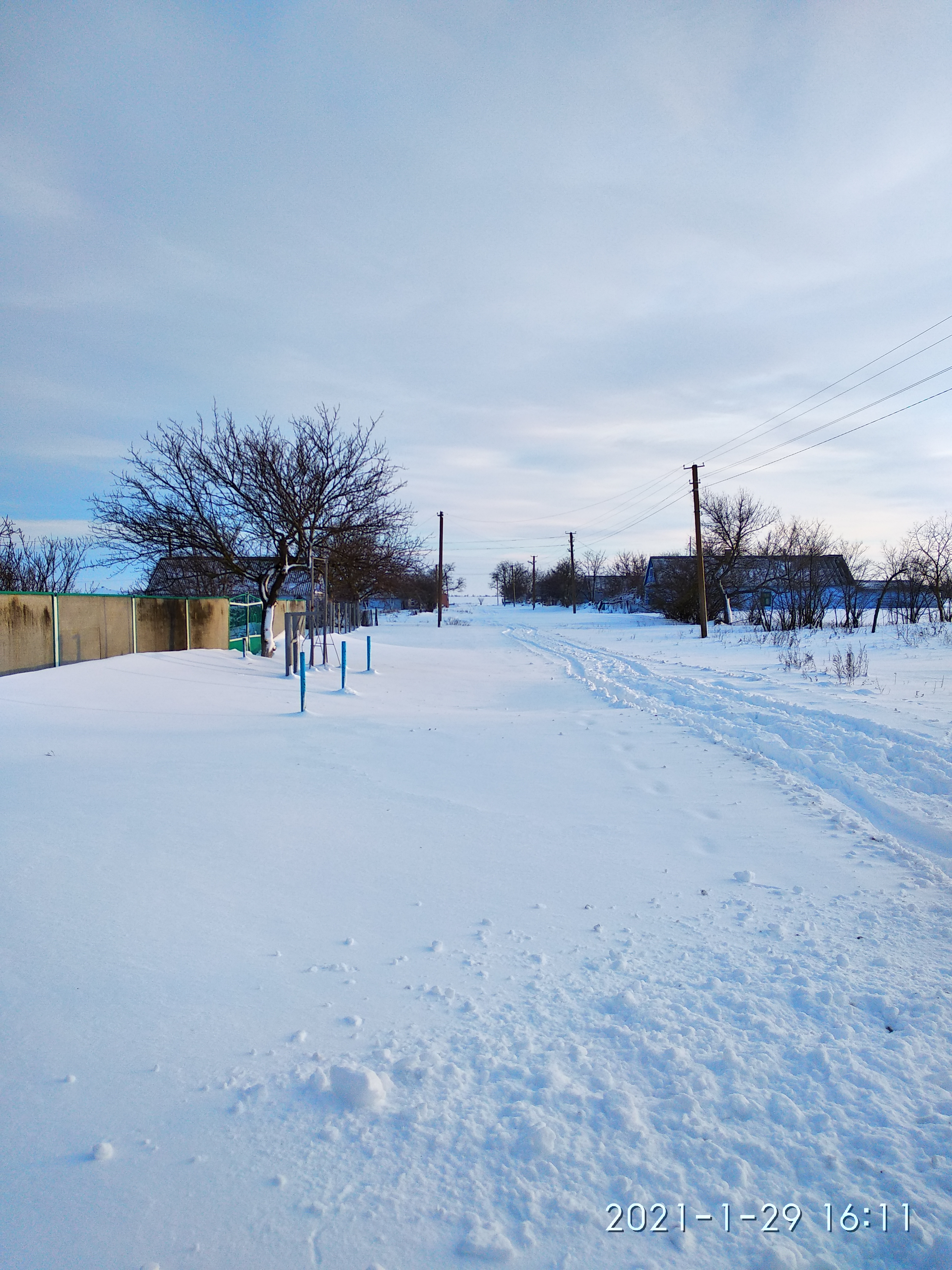
Село взимку

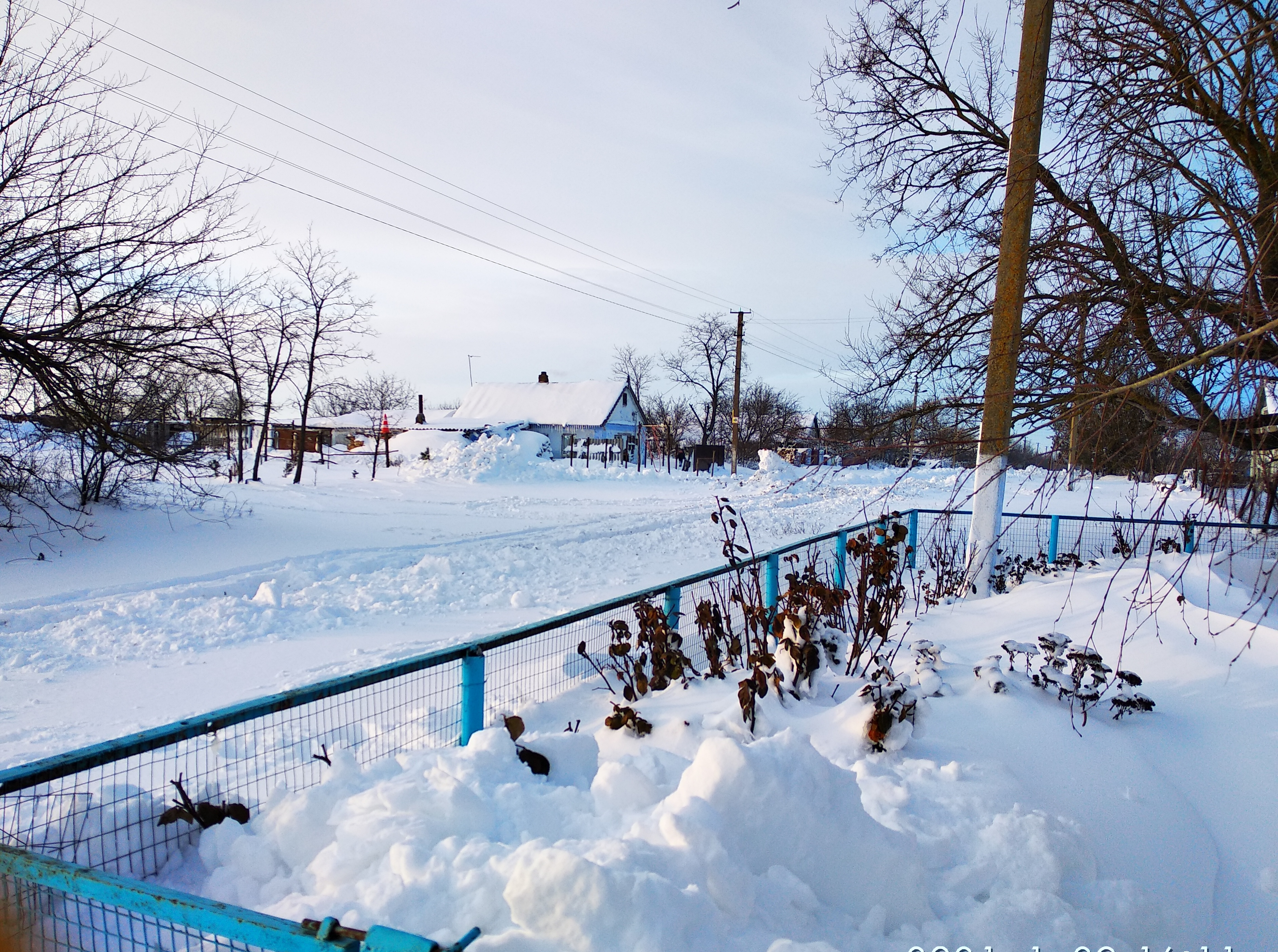
Село взимку (вулиця Перемоги)

### Факти
День села відзначається 9 серпня.
1. На даний час в селі працює;
  - один магазин
  - місцевий клуб
2. Раніше працювала місцева школа 1-4 класс , дитсадок , медичний пункт інші будівлі адміністративного значення.
3. Село має чотири вулиці
4. В селі знаходиться 4 памятники ( 2 світової війни ) братські могили.
5. Раніше в селі було два повністю заповненні ставки, Великий та Малий.
6. Також в селі є дві греблі, які були збудовані для захисту сьльских угідь від затоплення місцевих ставків.
7. З недавнього часу в селі був збудований дитячий майданчик